# Beaune-d'Allier
Beaune-d'Allier es una comuna francesa situada en el departamento de Allier, en la región de Auvernia-Ródano-Alpes.

## Demografía
| 490 | 462 | 405 | 327 | 280 | 270 | 292 |
| Para los censos de 1962 a 1999 la población legal corresponde a la población sin duplicidades (Fuente: INSEE [Consultar]) |     |     |     |     |     |     |